# Robbie Hucker
Robbie Hucker (13 de març del 1990) és un ciclista australià que actualment milita a l'equip IsoWhey Sports SwissWellness.

## Palmarès
- 2016
  - 1r al Tour de Taïwan i vencedor d'una etapa
- 2018
  - Vencedor d'una etapa al Tour de Taiwan
- 2019
  - 1r al Tour de l'Ijen